# Coleophora separatella
Coleophora separatella é uma espécie de mariposa do gênero Coleophora pertencente à família Coleophoridae.